# Alex Kidd in Shinobi World
Alex Kidd in Shinobi World ist ein Jump ’n’ Run für das Sega Master System. Es erschien erstmals am 24. Juni 1990 in den Vereinigten Staaten. Es ist die Fortsetzung von Alex Kidd in the Enchanted Castle. Am 11. Dezember 2009 ist das Spiel in Deutschland für die Nintendo Wii Virtual Console erschienen. In den Vereinigten Staaten kam das Spiel am 1. Februar 2010.

## Spielprinzip
Obwohl es Teil der Alex-Kidd-Serie ist, unterscheidet sich die Spielmechanik des Spiels von Alex Kidd in Miracle World und ist dem Spiel Shinobi viel näher. Alex Kidds Basisangriff ist ein Schwerthieb, mit dem er nicht nur Feinde vernichten kann, sondern auch Schatztruhen öffnen kann. In solchen Truhen kann der Spieler Gegenstände wie mehr Gesundheit, Wurfpfeile, ein verstärktes Schwert, zusätzliche Leben und einen magischen Ball erhalten, der Alex Kidd vorübergehend unbesiegbar mmacht. Außerdem gibt es auch Wurfpfeile und ein Power-up-Schwert, das das Standardschwert von Alex ersetzt. Andere Aktionen, die Alex Kidd ausführen kann, sind ein Wandsprung und die Fähigkeit, sich in einen fliegenden Feuerball zu verwandeln, nachdem er sich um einen Straßenpfosten, ein Seil oder eine horizontale Stange eine Drehung macht.
Alex beginnt jeden Stage mit drei Trefferpunkten, kann seine Gesundheitsanzeige jedoch auf maximal sechs Trefferpunkte auffüllen. Wenn der Spieler bei voller Gesundheit ist, tragen alle Schatztruhen mit Herzen zusätzliche Leben an ihrer Stelle. Wenn der Spieler einen Boss mit voller Gesundheit besiegt, erhält er nach Abschluss der Runde einen „Perfect Bonus“.

## Inhalt
Der Bösewicht Hanzo entkommt nach seiner 10.000 Jahren Gefangenschaft und entführt Alex Kidds Freundin, während sich die beiden auf einer gemütlichen Reise zum Planeten Shinobi befinden. Alex kann den Bösewicht nicht aufhalten und wird vom einen Geist eines alten Kriegers gefunden, der ursprünglich Hanzo besiegt hat. Der Geist erklärt, dass Hanzo absichtlich Alex Freundin als Teil eines Rituals opfern will, damit er die Welt erobern kann. Der Geist des alten Kriegers verschmilzt mit Alex Körper, dadurch bekommt Alex mehr Stärke. Mit ihrer vereinten Kräften machen sie sich daran, Alex Freundin zu retten und Hanzo ein für alle Mal zu besiegen.

## Rezeption
Das Spiel bekam gute Kritiken. Computer and Video Games gab dem Spiel in seiner Ausgabe vom September 1990 eine Punktzahl von 92 %. Der Rezensent Robert Swan erklärte, dass „das Spiel brillant ist! Eine Kombination aus Alex Kidd in Miracle World und Shinobi, die wirklich gut funktioniert“. Er lobte die Spielbarkeit, die „im Laufe der Zeit immer schwieriger wird“ und kam zu dem Schluss, dass es insgesamt ein „großartiges Spiel“ sei. 1991 beschrieb "Computer and Video Games" das Spiel als „wahrscheinlich das bisher beste in der Alex-Reihe“ und "eine urkomische Mischung aus Alex Kidd und Shinobi". Sega Pro gab dem Spiel in seiner ersten Ausgabe vom November 1991 eine Bewertung von 88 % und beschrieb es als ein "großartiges Spiel" mit ".
AllGame vergab eine Bewertung von 3,5 von 5 Sternen und lobte das Spiel als gelungene Kombination aus Shinobi- und Alex-Kidd-Spielen, einschließlich den Charakter Alex und die Musik von Shinobi, während der Stil von Alex Kidd beibehalten werde. Das Gameplay wurde im Spiel kritisiert, insbesondere Angriffsmuster der Bossgegner, die offensichtlich und für erfahrene Spieler zu einfach seien.